# 莱茵-美因号列车
莱茵-美因号（德語：Rhein–Main）是曾经运行于德国法兰克福至多特蒙德及荷兰阿姆斯特丹间一班国际列车所使用的名称，由德国联邦铁路在1953年至1973年间经营。其命名源自列车所途经的莱茵河及美因河流域，两者在法兰克福西部交汇。列车自开行以来曾先后被纳入长途列车及全欧快车类别，直至1973年被另一班全欧快车范·贝多芬号所取代而停运。

## 历史

### 长途列车
莱茵-美因号是自1953年5月17日起作为长途列车（Fernzug）类别由德国联邦铁路开行，最初提供法兰克福至多特蒙德间的服务，并在沿途停靠美因茨、科布伦茨、波恩、科隆及杜塞尔多夫等地。其中北行使用车次为FT31次，南行使用车次为FT32次。在当时使用德国联邦铁路VT08.5型柴联车执行每天12个往返的任务。在1954年的夏季运行图调整中，莱茵-美因号可在科隆火车总站与多特蒙德－奥斯滕德间新设立的长途列车实现中转，从而提供由法兰克福经莱茵河谷至比利时奥斯滕德、乃至在奥斯滕德经由火车渡轮通往英国的接驳服务。
自1956年6月3日起，莱茵-美因号的运行路线被延长至荷兰阿姆斯特丹始发及终到，从而变更为国际列车。

### 全欧快车
1957年6月2日，莱茵-美因号成为首批被纳入全欧快车（TEE）类别的列车之一。但由于德国联邦铁路专为全欧快车设计的VT11.5型柴联车未能及时按期交付，列车在同年12月1日前仍使用VT08.5型柴联车提供运营。此时法兰克福－阿姆斯特丹间的单程运行时间约为5小时50分，后于1960年被缩减为5小时10分左右。
自1958年6月1日起，由于另一班全欧快车蓝宝石号的运行线路调整为法兰克福－奥斯滕德，因此北行的莱茵-美因号在法兰克福－科隆区间会与蓝宝石号重联运行，而两班列车在南行方向则各自运行。随着蓝宝石号在1959年5月31日的运行图调整中改变路线、开始经由威斯巴登运行，这项重联服务被终止。
在连接荷兰至德国边境的奥博豪森-阿纳姆铁路于1966年完成电气化改造后，列车运行的全线均实现了电气化。莱茵-美因号随即在1967年5月28日更换为电力机车牵引的客车车厢编组。在1970年，法兰克福－阿姆斯特丹间的单程运行时间压缩为5小时以内，平均运行速度达到100公里/小时。1971年夏天，西欧范围内的车次编号进行重新调整，其中在阿姆斯特丹南行的列车使用奇数、法兰克福北行的列车使用偶数。因此莱茵-美因号获得了编号为TEE23/22次的车次。
| 23次 | 23次  | 停靠站     | 22次  | 22次 |
| 里程 | 时刻  | 停靠站     | 时刻  | 里程 |
| ---- | ----- | ---------- | ----- | ---- |
| 0    | 18:06 | 阿姆斯特丹 | 11:51 | 482  |
| 39   | 18:34 | 乌得勒支   | 11:22 | 443  |
| 97   | 19:09 | 阿纳姆     | 10:46 | 385  |
| 127  | 19:37 | 埃默里希   | 10:26 | 355  |
| 196  | 20:12 | 杜伊斯堡   | 09:45 | 286  |
| 219  | 20:24 | 杜塞尔多夫 | 09:32 | 263  |
| 259  | 20:49 | 科隆       | 09:08 | 223  |
| 293  | 21:08 | 波恩       | 08:46 | 189  |
| 352  | 21:41 | 科布伦茨   | 08:14 | 130  |
| 444  | 22:30 | 美因茨     | 07:42 | 38   |
| 482  | 22:55 | 法兰克福   | 07:00 | 0    |

（蓝）莱茵-美因号/范·贝多芬号
（浅红）城际列车1号线
（浅蓝）城际列车2号线
（浅绿）城际列车3号线
（浅黄）城际列车4号线

在1971年9月26日的运行图调整中，德国联邦铁路开始构建由四条线路组成的城际列车（IC）网络，因此行所有经于德国境内的全欧快车班次，包括莱茵-美因号也被纳入城际列车线路。此时列车南行已被更改至波恩终到，乘客可以在科隆或波恩换乘后续的全欧快车蓝宝石号（布鲁塞尔－法兰克福）继续前往法兰克福，其所需时间与此前相比增加了8分钟。而为了避免与蓝宝石号重叠运行所造成的上座率低迷问题，莱茵-美因号在波恩－法兰克福区间采用德国国内的城际列车车辆运营，以提高服务效率。
北行的莱茵-美因号在法兰克福－科隆路段是作为城际列车2号线（慕尼黑－法兰克福－科隆－汉诺威）的组成部分。然而，城际列车2号线原本在法兰克福至科布伦茨区间是经由威斯巴登的莱茵河右岸运行，但莱茵-美因号及蓝宝石号则是一个例外，它们均经由美因茨的莱茵河左岸运行。其中莱茵-美因号可在科隆火车总站与运行于城际列车2号线的波尔塔韦斯特法利卡号（Porta Westfalica，波恩→汉诺威）及运行于城际列车1号线的贵族号（Patrizier，科隆→汉堡）实现中转。
1972年5月28日，列车被更名为范·贝多芬号，后者沿用了莱茵-美因号的车次编号及机车车辆，原名称成为历史。

## 使用车辆

### 柴联车
莱茵-美因号在1953年开行时使用VT08.5型柴联车提供运营。在列车于1957年6月2日升级为全欧快车后，本应开始替换德国联邦铁路专为全欧快车设计的VT11.5型柴联车。但因车辆交付延期，这项替换直至同年12月1日才完成。VT11.5型柴联车采取7节或8节固定编组，由头尾两端的2节动力车（不载客）及中部的5节或6节拖车（客车）组成，每日在法兰克福－阿姆斯特丹间执行1个往返的任务。

### 客车车厢
1967年5月28日起，莱茵-美因号开始改用由电力机车牵引的莱茵的黄金型车厢，这是德国联邦铁路在1962年专为长途列车莱茵的黄金号所设计及稍作改进的型号，它们也成为德国联邦铁路所担当的全欧快车或城际列车的车厢规范。
客车的标准直通编组由3节一等车厢构成，包括1节开放座车、1节餐车及1节隔间座车。在德国境内的法兰克福－埃默里希区间，列车会加挂2节隔间座车；而在工作日中，列车在法兰克福－波恩区间还会进一步加挂3节隔间座车。其标准编组会与另一班全欧快车伦勃朗号在法兰克福－阿姆斯特丹－慕尼黑（1节前往巴塞尔）－阿姆斯特丹－法兰克福间执行一个为期2日的套跑运用。
在德国的城际列车网络在1971年9月设立后，全欧快车莱茵-美因号所使用的车厢又开始与其它城际列车执行一个复杂的套跑运用。例如在1971年的冬季运行图中，在阿姆斯特丹到发的3节编组会与下列车次执行一个为期5日的套跑：
| 日数  | 列车                 | 区间                  | 线路          |
| ----- | -------------------- | --------------------- | ------------- |
| 第1日 | 莱茵-美因号          | 法兰克福 → 阿姆斯特丹 |               |
| 第1日 | 伦勃朗号             | 阿姆斯特丹 → 慕尼黑   |               |
| 第2日 | 伦勃朗号             | 慕尼黑 → 阿姆斯特丹   |               |
| 第2日 | 莱茵-美因号          | 阿姆斯特丹 → 波恩     |               |
| 第3日 | 波尔塔韦斯特法利卡号 | 波恩 → 汉诺威         | 城际列车2号线 |
| 第3日 | 赫伦豪森号           | 汉诺威 → 慕尼黑       | 城际列车2号线 |
| 第4日 | 墨丘利号             | 慕尼黑 → 汉堡         | 城际列车1号线 |
| 第5日 | 奥托·哈恩号          | 汉堡 → 巴塞尔         | 城际列车3号线 |
| 第5日 | 梅里安号             | 巴塞尔 → 法兰克福     | 城际列车3号线 |

### 牵引机车
莱茵-美因号在荷兰境内使用荷兰铁路1100型电力机车或荷兰铁路1300型电力机车担当本务；德国境内最初则使用德国联邦铁路112型电力机车担当，1971年后又更换为德国联邦铁路103型电力机车。两国之间的机车换挂工作在埃默里希完成。

## 脚註
1. 1 2  Mertens & Malaspina 2007，第184頁.
2. ↑  Goette 2008，第79頁.
3. 1 2  Scharf & Ernst 1983，第187頁.
4. ↑  Scharf & Ernst 1983，第198頁.
5. ↑  Hajt 2001，第74頁.
6. ↑  Mertens & Malaspina 2007，第184-185頁.
7. ↑  Mertens & Malaspina 2007，第189-190頁.
8. 1 2  Mertens & Malaspina 2007，第186頁.
9. ↑  Scharf & Ernst 1983，第347-348頁.
10. 1 2  Scharf & Ernst 1983，第385頁.
11. ↑  Mertens & Malaspina 2007，第326-328頁.
12. ↑  Cook 1972，第466頁.
13. ↑  Scharf & Ernst 1983，第873頁.
14. ↑  Scharf & Ernst 1983，第312頁.
15. ↑  Mertens & Malaspina 2007，第102-111頁.
16. ↑  Mertens & Malaspina 2007，第266-267頁.
17. ↑  Mertens & Malaspina 2007，第84-85頁.